# Jacqueline Quatremaire
Jacqueline Quatremaire, née le 17 octobre 1918 à Igé (Orne) et morte de phtisie en déportation le 15 juin 1943 au camp d'Auschwitz, est une militante syndicaliste, communiste et résistante. Elle fait partie du convoi des 31 000. 

## Famille et formation
Jacqueline Quatremaire naît à Igé, dans l'Orne le 17 octobre 1918. Surnommée « Jacky », elle est la fille unique de Germaine Duhec (ou Germaine Bruhce) et d’Henri Quatremaire. Son père, peintre en bâtiment, est ensuite maire de Noisy-le-Sec. Et ce à plusieurs périodes d'abord du 26 août 1944 au 29 avril 1945, puis après sa réélection de 1945 à 1947, enfin il retrouve son mandat de maire de 1959 à 1971. Elle obtient son brevet puis sa famille s'installe dans la région parisienne en 1934.

## Syndicalisme et résistance
De 1936 à 1939, Jacqueline Quatremaire est sténodactylo au Syndicat des produits pharmaceutiques, à la Bourse du travail de Paris (dans le 10e arrondissement de Paris).
En 1937, elle dirige le foyer de l’Union des jeunes filles de France à Noisy-le-Sec. Elle s’engage au Front national, qui est un mouvement de la Résistance française créé par le Parti communiste. Elle vit dans la clandestinité sous la fausse identité de « Michèle Dambreville ». Elle assure la transmission des textes et des plaques de tirage dans le groupe d’Arthur Tintelin. Responsable de la branche technique, c’est-à-dire des imprimeries et de la distribution de la propagande, Arthur Tintelin est arrêté en mars 1942.

## Arrestation et déportation
Le 17 juin 1942, Jacqueline Quatremaire est elle-même arrêtée en même temps que Madeleine Dechavassine avec les imprimeuses et techniciennes de l'affaire Tintelin dont Madeleine Doiret, Lucienne Thevenin, Jeanne Serre et Vittoria Daubeuf dans le 15e arrondissement par les inspecteurs des brigades spéciales. Le 10 août 1942, elle est transférée au camp allemand du fort de Romainville.

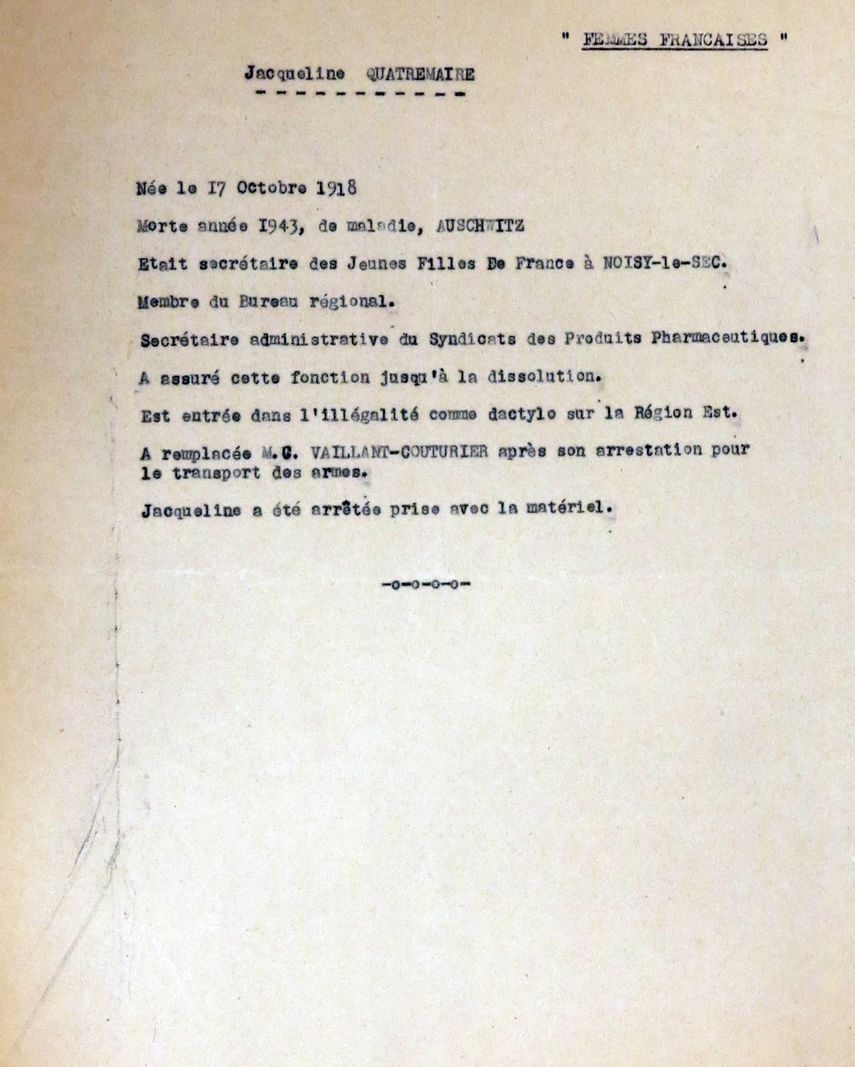
Notice de la Documentation française relative à Jacqueline Quatremaire. Archives nationales, cote 20080095/85.

Le 22 janvier 1943, elle fait partie des cent premières femmes otages qui sont transférées au camp de Royallieu à Compiègne. Le 24 janvier, elle est conduite avec 230 femmes dans des wagons à bestiaux où sont déjà entassés 1 450 détenus hommes. Ce convoi est connu comme le convoi des 31000. Comme les autres déportés, elle jette sur la voie un message. Le sien est parvenu à ses destinataires :
« Dans une heure nous partons certainement pour l'Allemagne. Ne vous inquiétez pas le moral est excellent. Nous reviendrons bientôt. Maman, Papa, Grand-Père chéris au revoir. Ayez du courage. Mes chers amis je vous embrasse tous. Petite Mère prend soin de ma poupée, je voudrais la retrouver belle à mon retour »
En gare de Halle (en Allemagne), le train se divise : les femmes arrivent en gare d’Auschwitz le 26 janvier. Elles sont conduites au camp de femmes de Birkenau (B-Ia) où elles entrent dans le camp de concentration d'Auschwitz-Birkenau le 27 janvier 1943 en chantant La Marseillaise.
Le 12 février, les « 31000 » sont assignées au Block 26, entassées à mille détenues avec des Polonaises. Jacqueline Quatremaire porte le matricule numéro 31641. Elles partent dans les kommandos de travail. Le 24 février, Jacqueline Quatremaire est affectée comme infirmière au revier (hôpital des détenus) de Birkenau. Très maigre, couverte de poux, elle y contracte une tuberculose pulmonaire. Le bulletin de décès établi par la mairie de Noisy-le-Sec en mai 1948 donne la date du 15 juin 1943, ce que les survivantes considèrent comme exact.

Après la guerre, le 3 octobre 1945, sa mère dépose plainte contre les inspecteurs qui ont arrêté sa fille, devant la commission d’épuration de la police.

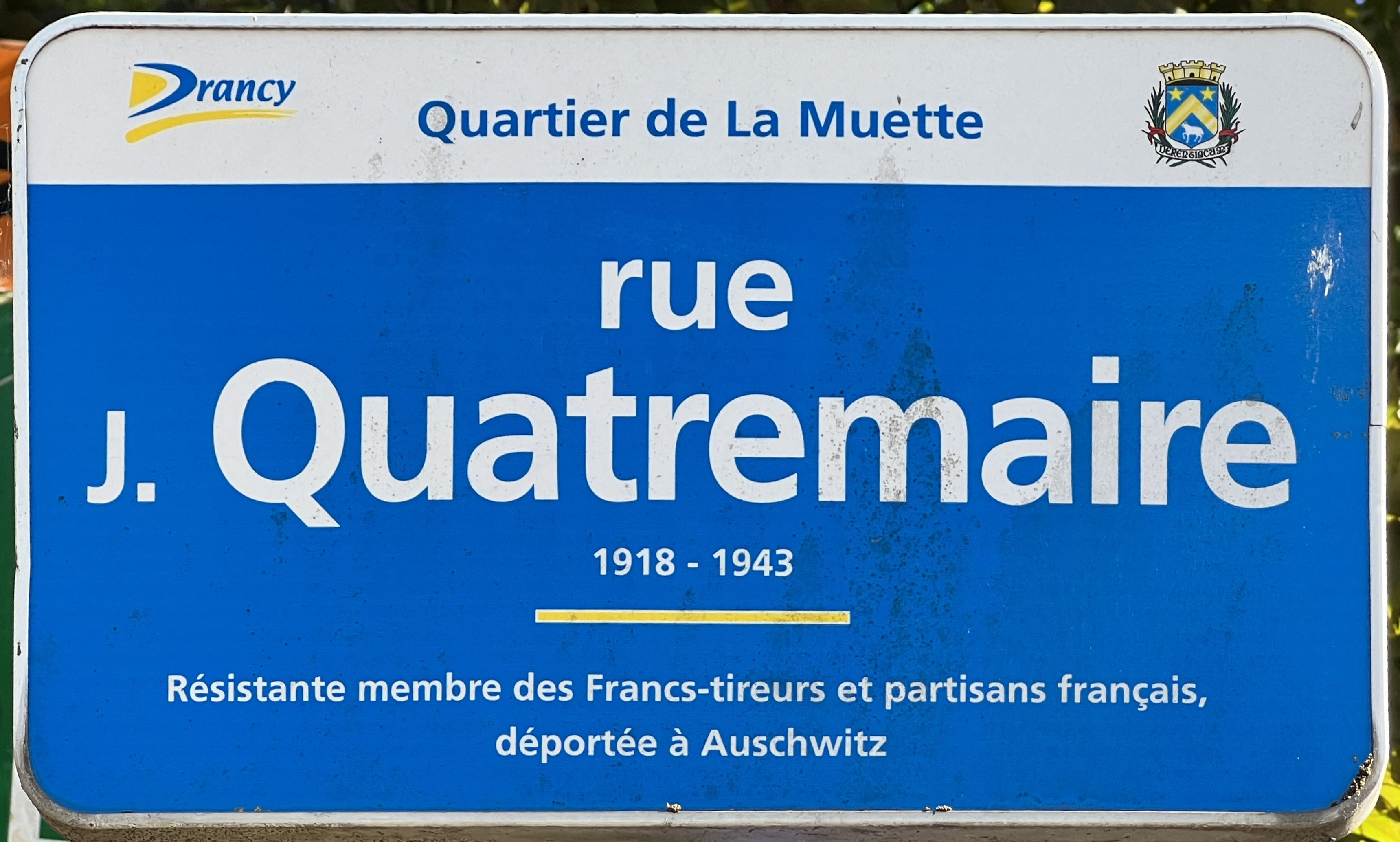
Plaque rue Jacqueline Quatremaire à Drancy.

## Hommages et distinctions
Jacqueline Quatremaire est récipiendaire des décorations suivantes, attribuées à titre posthume en 1960 :
- Médaille militaire
- Croix de guerre 1939–1945, palme de bronze
- Médaille de la Résistance française (décret du 3 juin 1960)

Son nom est gravé sur le monument aux morts de Noisy-le-sec et sur la plaque commémorative à l’intérieur de la Bourse du travail, avec cette épitaphe de Paul Éluard : « À la Mémoire des dirigeants de syndicats tombés dans les combats contre le nazisme pour la libération de la France – Lorsqu’on ne tuera plus ils seront bien vengés et ce sera justice ».
Trois écoles maternelles (à Pantin, Drancy et Villetaneuse) et une rue située à Drancy portent son nom.